# Mount Guéguen
Mount Guéguen är ett berg i Antarktis. Det ligger i Västantarktis. Argentina, Chile och Storbritannien gör anspråk på området. Toppen på Mount Guéguen är 365 meter över havet.
Terrängen runt Mount Guéguen är kuperad åt sydost, men åt nordväst är den platt. Havet är nära Mount Guéguen åt nordväst. Trakten är obefolkad. Det finns inga samhällen i närheten.